# Mushroom Observer
Mushroom Observer es un sitio web de ciencia ciudadana de observación e identificación colaborativa de especies de hongos a nivel global. El énfasis del sitio está en los hongos grandes y carnosos, sin embargo, otros hongos como los líquenes, la roya y el moho, así como los organismos similares a los hongos, como los mohos mucilaginosos, también son bienvenidos.
Fue iniciada en 2006 por Nathan Wilson buscando crear un registro de observaciones, ayudar a personas a identificar especies y expandir la comunidad que explora científicamente la micología.
La comunidad de más de 10 000 usuarios registrados colabora en la identificación de las imágenes de setas enviadas, asignándoles su nombre científico mediante un proceso de votación ponderado. Cuenta con la mayor comunidad de micólogos expertos. Junto a iNaturalist y Flickr, es uno de los sitios en donde los registros fotográficos son importantes para la documentación científica.
Todas las fotografías están sujetas a una licencia Creative Commons que permite su reutilización por otros sin necesidad de remuneración o permiso especial, sujeto a los términos de la licencia. El software es de código abierto y está alojado en GitHub.